# Lancia Astura
La Lancia Astura est une voiture de tourisme produite par le constructeur italien Lancia entre 1931 et 1939.
Avec la Lancia Artena, elle remplace la Lancia Dilambda. Ces deux modèles sont présentés au Salon de l'Automobile de Paris en 1931. Le châssis de l'Astura a été utilisé par différents carrossiers pour créer des berlines, des coupés et des cabriolets.
L'Astura a remporté notamment le Tour d'Italie automobile en 1934.

## Le contexte historique

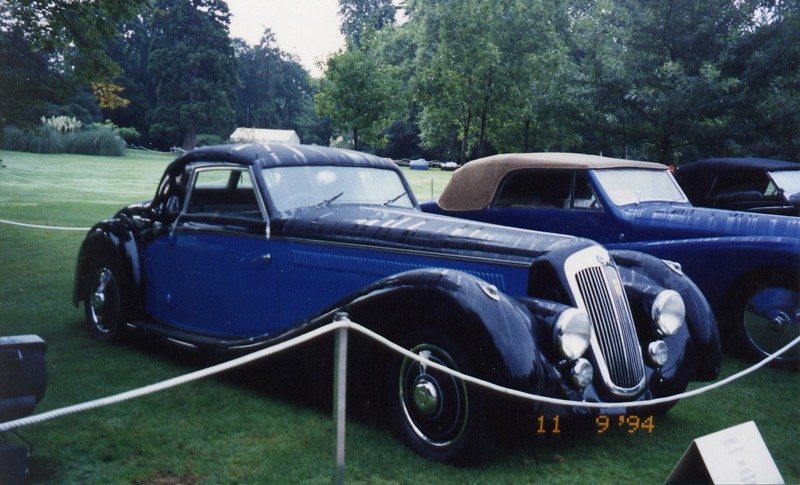
Coupé Lancia Astura

Au début des années 1930, le constructeur italien avait à son catalogue un tout nouveau modèle : l'imposante Lancia Dilambda, lancée au Salon de Paris 1929. Équipée d'un tout nouveau moteur V8 étroit, tandis que la Lambda après huit ans de bons et loyaux services est en fin de carrière. 
Le projet immédiat est celui de remplacer la Lambda par deux modèles, assez semblables mais destinés à des clients très différents. L'Artena équipée d'un moteur 4 cylindres de moins de 2 litres de cylindrée et l'Astura, équipée d'un moteur V8 étroit de 2,6 litres de cylindrée. La différence entre les deux modèles porte essentiellement sur le moteur. L'Artena est aussi moins longue que l'Astura qui mesure 19 cm de plus.

## Caractéristiques
On notera au passage que la marque a abandonné les appellations de ses modèles avec des lettres grecques pour revenir à des noms.
Astura est le nom d'un château historique situé près de Nettuno, ville au sud de Rome. Pour ce modèle, Vincenzo Lancia fait étudier un nouveau moteur V8 étroit. Le bureau d'études se servira de celui de la Dilambda en le modernisant, le simplifiant et réduisant la cylindrée passant de 4 litres à 2,606 cm3 développant toutefois 72 Ch à 4.000 tours. À part le bloc en fonte, la triple chaîne de distribution et le filtre à huile autonettoyant, la principale caractéristique du moteur est sa culasse qui est en deux parties, une partie basse en fonte contenant les soupapes et une seconde en aluminium couvrant les culbuteurs et l'arbre à cames central.
Le système de refroidissement est identique à celui de l'Artena, avec contrôle thermostatique et la lubrification est centralisée. Par contre, la carrosserie autoporteuse mise au point avec la Lambda n'est pas reconduite pour ce type de voiture et Lancia revient au châssis traditionnel à longerons que l'on retrouve également sur l'Artena, avec des renforts en “X”.
Les suspensions sont fidèles aux précédents modèles de la marque : roues indépendantes à l'avant avec ressorts hélicoïdaux et pont rigide à l'arrière, le tout complété avec des amortisseurs Siata.
L'alimentation en carburant s'opère à travers un carburateur Zenith double corps. La voiture fait preuve d'un excellent brio en raison de son poids raisonnable (960 kg le châssis seul) qui, dans la version berlina de Lancia est d'à peine 1.250 kg. La vitesse maximale mesurée est de 125 km/h.

L'Astura sera proposée en version berline 4 portes carrossée par Lancia dans deux configurations : berline 4-5 places ou limousine 6-7 places. Comme toutes les voitures de cette époque, le constructeur commercialise le châssis motorisé pour laisser les carrossiers spécialisés exercer leur art. L'Astura sera la reine des carrosserie "fuoriserie" durant toutes ces années. Les principales carrosseries sur une bas Astura sont : Bertone, Boneschi, Borsani, Brianza, Castagna, Colli, Garavini, Ghia, Pininfarina, Stabilimenti Farina, Touring, Viotti et parmi les étrangers : Weinberger & Buhne, John Charles, Abbott, Kevill Davies & March.
Présentée au Salon de l'automobile de Paris en octobre 1931, l'Astura bénéficie en 1932 de petites modifications de détail qui sera appelée seconde série. C'est en 1933, que la voiture reçoit des modifications plus consistantes comme : choix entre deux empattements, la cylindrée du moteur passe de 2,6 à 3 litres avec 10 Ch supplémentaires. Le système de freinage est complètement modifié.
En 1937, Lancia lance la 4e série qui viendra remplacer la Dilambda.

## L'Astura en version course
La gamme Astura ne comprend pas uniquement de belles et luxueuses berlines pais également une version plus typée pour les courses de voitures. Elle est arrivée à la 10e place toutes catégories et a remporté la victoire en catégorie 2 litres, à la Mille Miglia 1934, avec les pilotes Carlo Pintacuda et Mario Nardilli. Ce même équipage a remporté la victoire avec une Astura au 1er Tour automobile d'Italie 1934, une course de 6.000 km en 3 étapes, devant une Alfa Romeo et une autre Astura.
Le 8 juillet 1934, les 3 Astura participant aux "10 heures de Spa" en Belgique se sont placées 2º, 3º et 4º juste derrière une Bugatti.

## Différentes séries
La Lancia Astura a évolué au cours de 4 séries :
- Première série, construite entre 1931 et 1932 avec 496 exemplaires.
- Deuxième série, construite entre 1932 et 1933 avec 750 exemplaires. Les supports du moteur ont été modifiés pour cette génération pour réduire le bruit et les vibrations.
- Troisième série, construite entre 1933 et 1937 avec 1 243 exemplaires. La troisième génération Astura possédait une version à empattement court et une autre à  empattement long, et elle était propulsé par un nouveau moteur plus puissant.
- Quatrième série, construite entre 1937 et 1939 avec 423 exemplaires. Disponible en empattement long.
- On notera que de nombreux carrossiers ont œuvré sur ce modèle comme Pourtout ou Boneschi par exemple.

Curiosité : Le moteur de la dernière série de l'Astura a été utilisé sur l'automitrailleuse Lancia Lince.

## Production
| Par an |        |
| Année  | Nombre |
| 1931   | 2      |
| 1932   | 798    |
| 1933   | 600    |
| 1934   | 439    |
| 1935   | 438    |
| 1936   | 209    |
| 1937   | 25     |
| 1938   | 284    |
| 1939   | 117    |
| Total  | 2.912  |

La production totale du modèle Astura fut de 2.912 exemplaires dont, 496 de la première série (1931/32), 750 de la seconde série (1932/33), 1.243 de la troisième série (1933/37) et 423 de la quatrième série (1937/39).